# Slaget vid Preston
Slaget vid Preston utspelade sig utanför Preston i grevskapet Lancashire den 17–19 augusti 1648 och var en del av det andra engelska inbördeskriget. Slaget resulterade i en seger för parlamentet och New Model Army under ledning av Oliver Cromwell och John Lambert. Cromwell och Lambert hade ett gott samarbete och lyckades tillsammans besegra en numerärt överlägsen fiende.

## Historik
Efter att den engelske kungen Karl I hade flytt sin fångenskap hos parlamentet undertecknade han en allians med Skottland. Skottland invaderade England till stöd för kungen i juli 1648. Den 17 augusti mötte de Cromwell och hans trupper utanför Preston i grevskapet Lancashire. Cromwell förfogade sammanlagt över 8600 man medan de skotska trupperna under hertigen av Hamilton var ungefär dubbelt så stora. De skotska trupperna var dock utspridda över ett stort område och alla kunde inte delta i slaget. Parlamentets trupper drev bort den skotska hären från Preston. Slaget vid Preston var början till slutet av det andra engelska inbördeskriget och därmed också för Karl I. Orsaken till utgången av kriget var Hamiltons bristande militära erfarenhet och dålig samordning hos de skotska trupperna.